# Společenská regulace
Společenská regulace je řídící, usměrňující nebo kontrolní činnost, která se týká celé společnosti nebo jen určitého sektoru lidské činnosti a je prováděna státem nebo pověřeným regulátorem (například Centrální banka). Podle T. Parsonse má bránit tomu, aby soukromé a dílčí zájmy příliš nepoškozovaly zájem veřejný. Jejím cílem může být dosažení či udržení žádoucího stavu (například cenové stability), nebo omezování společensky nežádoucích či nebezpečných jevů (například kontrola léčiv a potravin). Na rozdíl od centrálního plánování, které se snaží trh nahradit, je společenská regulace i v hospodářství slučitelná s tržním hospodářstvím, které určité formy společenské regulace (například ochranu majetku) přímo vyžaduje.
Pokud se společenská regulace chápe v širším slova smyslu, takže zahrnuje i právní regulaci společenských a občanských vztahů (občanské právo, trestní právo atd.), je jednou ze základních funkcí státu. Politické spory se mohou vést pouze o různé důrazy a preference. V užším smyslu však pod společenskou regulací rozumíme spíše aktivní a často cílené zásahy státu, typicky motivované například ideály spravedlnosti a rovnosti, což je oblast vysloveně politická a tedy také předmět politických sporů.
Společenská regulace může být velmi silný a účinný nástroj, proto vždycky hrozí i jeho zneužití. Moderním společnostem také hrozí přemíra regulací, jak na to upozorňuje kritika intervencionismu. Vzhledem k setrvačnosti státních institucí se může stát, že důvody, které k zavedení určité regulace původně vedly, už pominuly, a přesto se regulace dále provádí. Postup k jejímu omezení se nazývá deregulace.

## Prostředky společenské regulace
Prostředky regulace mohou být:
- Zákony, nařízení a normy, včetně kontrol a sankcí. Tak například právo životního prostředí může omezovat hospodářské činnosti kvůli ochraně prostředí, pracovní právo omezuje smluvní volnost zaměstnavatele při uzavírání a rušení pracovních smluv se zaměstnanci. Další právní předpisy omezují a usměrňují většinu oblastí lidské činnosti, pokud mají nějaký dopad na životy, zdraví nebo bezpečnost ostatních (silniční provoz, výroba léčiv, stavebnictví atd.)
- Specifické poplatky, odvody a zdanění mohou odrazovat od určitých činností a podporovat jiné, mohou ale také přenášet část nákladů například na údržbu silnic na ty, kdo je skutečně užívají. Vysoké zdanění tabáku a alkoholu veřejnost vcelku podporuje a ani vysoké zdanění benzinu nevyvolává masové protesty.
- Přímá podpora školství, zdravotnictví, sociální péče, veřejné dopravy, kultury a sportu je v moderním státě samozřejmá a spor se vede jen o jejich výši, případně přesná pravidla. Spornější mohou být vládní projekty a politiky cílených intervencí, účelově zaměřených podnětů a podpor. Stát podporuje vědu, výzkum i kulturu, jednak přímo, jednak prostřednictvím grantových agentur. Tyto a další oblasti – například na úspory energie, integraci handicapovaných a menšin – výrazně podporuje také Evropská unie.
- Další zásahy státu do společenského života si často vynucují i nepředvídatelné události, živelní katastrofy, hrozby epidemií, teroristické útoky nebo i rozsáhlé stávky.

Nařízení Evropské unie (anglicky: „regulation“) regulují společnost v EU. Patří sem například Nařízení č. 261/2004 („Flight Compensation Regulation 2004“) či GDPR („General Data Protection Regulation“). Regulace sice pomáhají společnosti, ale mají dopad na malé firmy.

## Hlavní oblasti společenské regulace
Společenská regulace, zejména v širším smyslu, se tedy týká všech oblastí společenského života i sociální péče. Cílené programy a politiky se obracejí hlavně do hospodářského života a týkají se měnové politiky, zaměstnanosti, podpory exportu nebo konkurenceschopnosti. Výhledem na hospodářský prospěch se často zdůvodňuje i podpora dopravy a výzkumu. Řada státních zásahů chce napravovat tzv. „selhání trhu“, například právě v reakcích na výkyvy hospodářského růstu a omezování hospodářských cyklů, proti poškozování prostředí nebo na podporu dlouhodobých cílů proti krátkodobému prospěchu. Také regulace cen „přirozených monopolů“ patří do této skupiny.